# Hill City (Dél-Dakota)
Hill City város az Amerikai Egyesült Államok Dél-Dakota államában, Pennington megyében. Lakosainak száma 872 fő (2020. április 1.).

## Népesség
A település népességének változása:

| 2010 | 948 |
| 2020 | 872 |